# Johan Ludwig Mowinckel
Johan Ludwig Mowinckel (Bergen, 22 oktober 1870 - New York, 30 september 1943) was een Noors politicus voor de Liberale Partij van Noorwegen. Hij was eerste minister van Noorwegen tussen 1924 en 1926, van 1928 tot 1931 en tussen 1933 en 1935. Van 1902 tot 1906 en van 1911 tot 1913 is hij burgemeester geweest van Bergen.
Hij was ook actief in de Volkerenbond, waarvan hij in 1933 voorzitter werd. Hij veroordeelde de nazi-ideologie, en toen Duitsland Noorwegen in 1940 overrompelde ontkwam hij samen met de Noorse regering.
Mowinckel was tevens de stichter van de rederij "A/S J. Ludwig Mowinckels Rederi". Zijn zoon Johan Ludwig Mowinckel jr., was een bekend Noors dirigent.
- Bibsys: 90269556
- Gemeinsame Normdatei: 1050481151
- International Standard Name Identifier: 0000 0000 3360 7985
- KulturNav: 0ebcb67c-2090-43e9-8161-2f2c1fccbd86
- Library of Congress Control Number: n92083940
- SNAC: w6099n1n
- Virtual International Authority File: 45961952
- WorldCat: E39PBJbRf67VPG8wqYTRQTQQbd